# Natan Jelin-Mor
Natan Jelin-Mor (hebr.: נתן ילין-מור, ang.: Nathan Yellin-Mor, ur. 1913 w Grodnie, zm. 19 lutego 1980) – izraelski polityk, w latach 1949–1951 poseł do Knesetu z Listy Bojowników.
Był bojownikiem Lechi. Brał udział w planowaniu zamachu na Waltera Guinnessa, 1. barona Moyne w 1944. Skazano go na karę więzienia za udział w zabójstwie hrabiego Folke Bernadotte w 1948. W wyborach parlamentarnych w 1949 po raz pierwszy i jedyny dostał się do izraelskiego parlamentu, jako jedyny poseł Listy Bojowników. Został wypuszczony z więzienia, by móc sprawować mandat posła.